# Peter Taylor
Peter Taylor (Portsmouth, 28 de fevereiro de 1922 — Roma, 17 de dezembro de 1997) é um editor britânico. Venceu o Oscar de melhor montagem na edição de 1958 por The Bridge on the River Kwai.